# مخطوطات إضافية (المكتبة البريطانية)
المخطوطات الإضافية هي مجموعة من المخطوطات المخزنة في المكتبة البريطانية. بدأت المجموعة في المتحف البريطاني عام 1756 ميلادية، ونقلت إلى المكتبة البريطانية عند إنشائها في عام 1973 ميلادية. وهي تشكل إلى حد بعيد أكبر مجموعة من المخطوطات في المكتبة، وتشمل هذه الجموعة جميع المخطوطات المكتسبة عن طريق الهدية أو الشراء أو الوصاية منذ عام 1756 ميلادية والتي ليست جزءًا من مجموعات أخرى. نظرًا لأن المجموعة كانت تعتبر في الأصل امتدادًا لمجموعة مخطوطات هانز سلون (الأرقام 1-4100)؛ فإن مجموعات «المخطوطات الإضافية» تبدأ بالرقم 4101.
تحتفظ المكتبة بسلسلة من الفهارس والملاحق في السلسلة الإضافية. وقد نُشرت هذه الفهارس في مجلدات صدرت على مدار 5 سنوات تتضمن أيضًا فهارس للمجموعات المفتوحة الأخرى من المكتبة.
استُخدمت المخطوطات في هذه المجموعة على نطاق واسع بكونها مراجع في الأعمال اللاحقة. في القرن التاسع عشر افترض الباحثون البريطانيون (على سبيل المثال ، في قاموس السيرة الوطنية) أن المجموعة كانت معروفة جيدًا بحيث كان يُشار إليها بالاختصار Addit MS. هذه العبارة كان كافية لتسمية المجموعة دون إشارة أخرى.

## مجموعات فرعية
تم فهرسة بعض المجموعات الفرعية من السلسلة «الإضافية» بشكل منفصل. وتشمل هذه:
- أوراق جلادستون (إضافة MS 44086-44835)
- مخطوطات يلفيرتون (إضافة MS 48000-48196)
- مسرحيات لورد تشامبرلين وكتب اليوميات ، 1824-1903 (إضافة MS 52929-53708)
- أوراق بلينهايم (إضافة MS 61101-61701)
- الأوراق الصغيرة (إضافة MS 72850-72908)
- أوراق برنارد شو (إضافة MS 50508-50743)